# Hookeria leptopoma
Hookeria leptopoma là một loài Rêu trong họ Hookeriaceae. Loài này được (Schwägr.) Müll. Hal. mô tả khoa học đầu tiên năm 1851.